# 元朗涌
元朗涌（舊稱「水門頭」），是香港新界元朗區一條河涌，起源自石塘村一帶，沿攸田東路、元朗安樂路流經竹新村、元朗排水繞道、下攸田村、雞地、元朗新墟、元朗舊墟、東頭工業區，最後在大橋村一帶流入山貝河。